# Quỹ đạo quanh Mặt Trăng

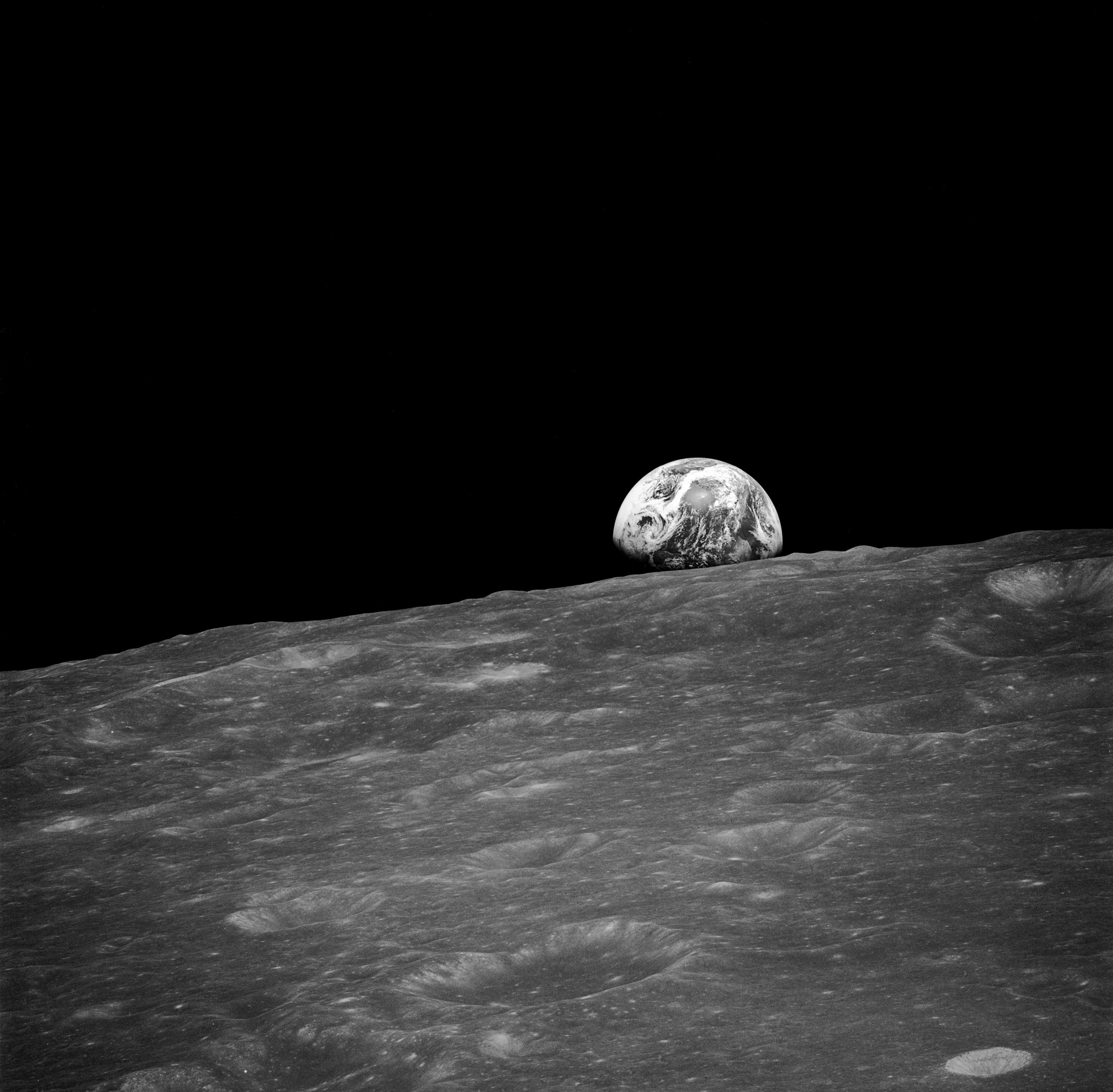
Mặt Trăng nhìn từ quỹ đạo quanh Mặt Trăng, với Trái Đất mọc trên đường chân trời, ảnh chụp trong nhiệm vụ Apollo 8 bởi phi hành gia William Anders vào ngày 24 tháng 12 năm 1968.

Trong thiên văn học, quỹ đạo quanh Mặt Trăng (còn gọi là quỹ đạo nguyệt tâm) là quỹ đạo của một vật thể quay xung quanh Mặt Trăng.
Với ý nghĩa sử dụng trong các chương trình không gian, thuật ngữ này không được dùng để chỉ quỹ đạo của Mặt Trăng quanh Trái Đất, mà để chỉ quỹ đạo của các loại tàu vũ trụ có người lái hoặc không người lái xung quanh Mặt Trăng. Tương tự quỹ đạo quanh Trái Đất và quanh Mặt Trời, tọa độ viễn điểm (điểm xa nhất so với tâm điểm hấp dẫn) của một quỹ đạo quanh Mặt Trăng được gọi là điểm viễn nguyệt, trong khi cận điểm (điểm gần nhất với tâm điểm hấp dẫn) được gọi là điểm cận nguyệt.
Sự chèn quỹ đạo Mặt Trăng (Lunar orbit insertion – LOI) là sự hiệu chỉnh để đạt tới quỹ đạo quanh Mặt Trăng, chẳng hạn được thực hiện bởi tàu vũ trụ Apollo.
Quỹ đạo Mặt Trăng tầm thấp (Low lunar orbit – LLO) là các quỹ đạo ở độ cao dưới 100 km (62 mi). Chúng có chu kỳ khoảng 2 giờ đồng hồ. Các quỹ đạo này được đặc biệt quan tâm trong các nhiệm vụ thám hiểm Mặt Trăng, nhưng chịu ảnh hưởng từ sự nhiễu loạn hấp dẫn làm cho đa số quỹ đạo trở nên không ổn định, và chỉ còn lại một số ít độ nghiêng quỹ đạo cho phép các quỹ đạo đóng băng không hạn định, có thể được sử dụng cho thời gian dài ở trên LLO.

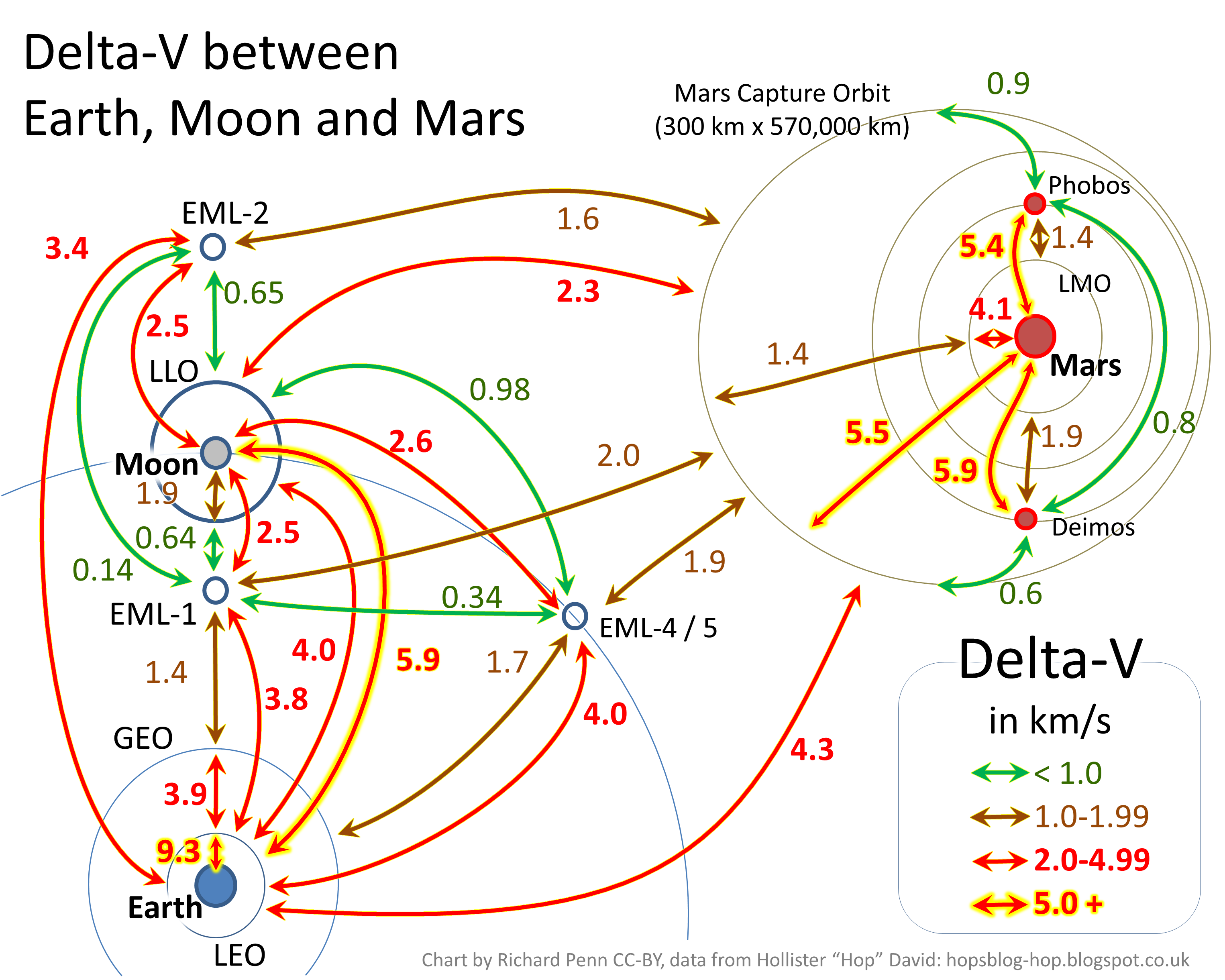
Mô tả delta-v trong quá trình tới quỹ đạo quanh Mặt Trăng.